# Grand Prix de la Somme 2013
Il Grand Prix de la Somme 2013, ventottesima edizione della corsa e valido come evento dell'UCI Europe Tour 2013 categoria 1.1, si svolse il 20 settembre 2013 su un percorso di 201,8 km. Fu vinto dal belga Preben Van Hecke, che terminò la gara in 4h47'37", alla media di 42,09 km/h.
Al traguardo 52 ciclisti portarono a termine il percorso.

## Squadre e corridori partecipanti
| N.    | Cod. | Squadra                      |
| ----- | ---- | ---------------------------- |
| 1-8   | LPM  | La Pomme Marseille           |
| 11-18 | ALM  | AG2R La Mondiale             |
| 21-28 | FDJ  | FDJ.fr                       |
| 31-38 | AJW  | Accent Jobs-Wanty            |
| 41-48 | BSE  | Bretagne-Séché Environnement |
| 51-58 | COF  | Cofidis, Solutions Credits   |
| 61-68 | CRE  | Crelan-Euphony               |
| 71-78 | SOJ  | Sojasun                      |

| N.      | Cod. | Squadra                     |
| ------- | ---- | --------------------------- |
| 81-88   | EUC  | Team Europcar               |
| 91-98   | TSV  | Topsport Vlaanderen-Baloise |
| 101-108 | BIG  | BigMat-Auber 93             |
| 111-118 | CCD  | Team Differdange-Losch      |
| 121-128 | LET  | Leopard-Trek Continental    |
| 131-138 | RB3  | Rabobank Development Team   |
| 141-148 | RLM  | Roubaix-Lille Metropole     |

## Ordine d'arrivo (Top 10)
| Pos. | Corridore          | Squadra        | Tempo    |
| ---- | ------------------ | -------------- | -------- |
| 1    | Preben Van Hecke   | Topsport Vl.   | 4h47'37" |
| 2    | Jean-Luc Delpech   | Bretagne-Séché | s.t.     |
| 3    | Nick van der Lijke | Rabobank Dev.  | s.t.     |
| 4    | Laurent Mangel     | FDJ.fr         | s.t.     |
| 5    | Jonathan Hivert    | Sojasun        | s.t.     |
| 6    | Alexandre Pichot   | Europcar       | s.t.     |
| 7    | Maxime Vantomme    | Crelan-Euphony | s.t.     |
| 8    | Loïc Desriac       | Roubaix        | s.t.     |
| 9    | Stephane Rossetto  | BigMat-Auber   | s.t.     |
| 10   | Guillaume Levarlet | Cofidis        | a 9"     |